# ماتياس غوتيريز
ماتياس غوتيريز (بالإسبانية: Matías Gutiérrez)‏ (3 مايو 1994 في تشيلي - ) هو لاعب كرة قدم تشيلي في مركز الدفاع. شارك مع منتخب تشيلي لكرة القدم. أما مع النوادي، فقد لعب مع كولو-كولو ونادي كوكيمبو أونيدو وColo-Colo B ‏.

## وصلات خارجية
- ماتياس غوتيريز على موقع قاعدة بيانات كرة القدم.إي يو (الإنجليزية)
- ماتياس غوتيريز على موقع ناشيونال فوتبول تيمز (الإنجليزية)
- ماتياس غوتيريز على موقع Soccerway.com (الإنجليزية)
- ماتياس غوتيريز على موقع عالم كرة القدم.نت (الإنجليزية)